# Frozen (фильм, 2007)
Frozen — индийский чёрно-белый фильм 2007 года на хинди и ладакхи, режиссёра Шиваджи Чандрабхушан. Сценарий разработан Шанкер Раман и основан на повести Чандрабхушана, в ролях: Дэнни Дензонгпа, Гаури и Скалзанг Ангчук. Фильм снимался в Ладакхе, Индия.
Фильм был представлен на различных международных кинофестивалях, включая Лондонский кинофестиваль 2007 года и Международный кинофестиваль в Дубае, и был официально выбран на Кинофестиваль в Торонто 2007 года, Международный кинофестиваль в Сан-Франциско и Международный кинофестиваль Палм-Спрингс 2008 года.
«Frozen» был награждён Национальной кинопремией в 2007 году как лучший режиссёрский дебют.

## Сюжет
Фильм повествует о мрачном путешествии одарённой воображением и импульсивной девушки Ласья (Гаури), которая живёт со своим отцом Карма (Данни), изготовителем абрикосового варенья и маленьким братом Чомо (Ангчук) в отдалённой деревни в Гималаях. Нетронутые ледяные горы окружают маленькую деревушку, а вокруг простираются бесплодные суровые земли, уходящие в никуда. Однажды в сотне метров от их порога расположились армейские соединения. Семья находит немного радости в общении с близкими во время необратимого и непрерывного конфликта. Фильм о семье, жизни, мечтах и трудностях, которые следуют один за другим.

## В ролях
| Актёр                | Роль            |
| -------------------- | --------------- |
| Дэнни Дензонгпа      | Карма           |
| Гаури                | Ласья           |
| Аунгчук              | Чомо            |
| Шакил Хан            | Ромео           |
| Раджендранат Зутши   | Дава            |
| Яшпал Шарма          | Шарма           |
| Аамир Башир          | командир-офицер |
| Дензил Смит          | Тензин          |
| Санджай Сварадж      | Салим           |
| Анурадха Барал       | Сита            |
| Сонам Стобгьяс Горки | Ринпоче         |
| Шипла Шукла          | жена Карма      |
| Ванчук Дорджей Могул | офицер Ванчук   |
| Станзин Джордан      | Вики            |
| Маниш Матхур         |                 |

## Съёмки
Фильм снят в Ладакхе, Джамму и Кашмир, Индия, в феврале 2006, за 34 дня на высоте больше 3000 метров. Фильм был снят на цифровую камеру и потом смонтирован, как чёрно-белый. Дом, где снимали большую часть фильма, находится в Стакно около Тикси.
- Производитель: Сигулл Медиа Продакшинз, Пхат Пхиш Мошн Пикчерз
- Дизайн: Сонали Сингх, Сиддарт Сирохи
- Музыка: Вивек Сачидананд
- Художник-постановщик: Дава Церинг
- Костюмы: Ловелина Джайн
- редактирование: Шан Моххамед

## Отзывы
В обзоре Денниса Харвей в Variety, сказано, что в этом фильме режиссёр показал себя как фотограф и альпинист в каждом кадре «Замороженных».
Хотя фильм был показан ещё в 2007 году, он по коммерческим причинам был отложен и выпущен в широкий прокат в 2009 году.

## Награды и номинации
Победа
- Национальная кинопремия Индии[8]
  - Премия Индиры Ганди за лучший режиссёрский дебют — Шиваджи Чандрабхушан
  - Национальная кинопремия (Индия) за лучшую операторскую работу — Шанкер Раман
- Международный кинофестиваль в Дурбане — Лучшая операторская работа — Шанкер Раман[13]
- Osian's Cinefan Festival of Asian and Arab Cinema, Дели — Специальный приз Жюри[3].

Номинации
- Международный кинофестиваль в Салониках — Золотой Александр (Лучший фильм) — Шиваджи Чандрабхушан[14]
- Asian Film Awards — лучший оператор — Шанкер Раман[15]